# Jorge Urrutia
Jorge Urrutia Blondel (født 17. august 1905, død 5. juli 1981 i Chile) var en chilensk komponist, lærer og skribent.
Urrutia har komponeret orkesterværker, symfoniske digtninge, balletmusik, klaverværker, korværker og vokalmusik. 
Urrutia er betragtet som en chilensk national komponist, men man aner inspiration fra Claude Debussy og Maurice Ravel i hans orkestration.
Han var med til at skrive bogen Historia de la Musica en Chile (1971), sammen med skribenten S. Claro. 

## Udvalgte værker
- "Djævelens guitar" (Symfonisk suite) (1942) - for orkester
- "Musik til en fortælling om gammelt" (Symfonisk suite) (1948) - for orkester
- "Redes" (1948-1952) - ballet
- "Ritual folkemusik fra La Tirana" (1962) - for kor
- "Sange og folkedanse i Chile" (1933-1937, Rev.1944) -  for kor
- "Tre forslag fra Chile" (1924-1926) - for klaver
- "Pastorale Alhués" (1937) - for kammerorkester

## Biografi
- Historia de la Musica en Chile – historie om Chiles musikliv